# Heavy Petting Zoo
Heavy Petting Zoo es el sexto disco de estudio de NOFX. Fue grabado en octubre de 1995 y lanzado el 30 de enero de 1996 por Epitaph Records. En este disco, la pista "Liza" continúa con la historia de la canción "Liza and Louise", del disco White Trash, Two Heebs and a Bean que trataba sobre una pareja de lesbianas.
La canción "August 8th" trata sobre la muerte del músico Jerry García, muerto el 9 de agosto de 1995, no el 8, como reza el título de la canción. 
La portada del disco hace referencia a la zoofilia. Heavy Petting Zoo fue lanzado al mercado por Epitaph en formato CD, casete y LP, pero en el formato LP se lanzó con el título Eating Lamb y la portada también hace referencia a la zoofilia.

## Listado de canciones
1. "Hobophobic (Scared of Bums)" – 0:48
2. "Philthy Phil Philanthropist" – 3:10
3. "Freedom Lika Shopping Cart" – 3:43
4. "Bleeding Heart Disease" – 3:36
5. "Hot Dog in a Hallway" – 2:50
6. "Release the Hostages" – 2:29
7. "Liza" – 2:55
8. "What's the Matter with Kids Today?" – 1:13
9. "Love Story" – 2:37
10. "The Black and White" – 3:36
11. "Whatever Didi Wants" – 3:00
12. "August 8th" – 1:35
13. "Drop the World" – 3:22

## Créditos
- Fat Mike - Bajo, voces, compositor, productor
- Eric Melvin - Guitarra, productor
- El Hefe - Guitarra, voces secundarias, trompeta, productor
- Erik Sandin - Batería, productor

- Datos: Q1289536